# 사키르-하르
불분명한 히스코스왕 샤키르-하르는 헤카(힉소스)- 하와세트로 이집트 제2중간기(1800-1550 B.C)의 고대 이집트의 파라오이다.
그는 이집트 15왕조인 히스코스의 3왕중의 하나이며 그의 후계자는 강력한 히스코스 군주 키얀이었다. 그러나 샤키르하르의 왕조내의 정확한 지위는 아직 알려져 있지 않고 그의 이름은 하르의 보상이라는 뜻이된다.
| 전 대 살리티스 | 제2대 힉소스 국왕 -기원전 1610 | 후 대 키얀 |